# Sexmo de Manzanares
El sexmo de Manzanares fue una división administrativa castellana de origen medieval perteneciente a la Comunidad de Ciudad y Tierra de Segovia.
Los sexmos son una división administrativa que, en un principio, equivalían a la sexta parte de un territorio determinado, generalmente comprendían una parte del término rural dependiente de una ciudad.

## Geografía

#### Límites
| Noroeste: Sexmo de El Espinar, Sexmo de San Millán         | Norte: Sexmo de San Millán, Sexmo de Lozoya | Noreste: Sexmo de Lozoya, Tierras de Uceda                               |
| Oeste: Sexmo de Casarrubios, Sexmo de El Espinar           |                                             | Este: Tierras de Uceda, Tierras de Talamanca                             |
| Suroeste: Cuarto de Aravaca (Madrid), Sexmo de Casarrubios | Sur: Cuarto de Aravaca (Madrid)             | Sureste: Cuartos de Aravaca y de Vallecas (Madrid), Tierras de Talamanca |
| ----Mapa interactivo — Sexmo de Manzanares                 |                                             |                                                                          |

## Comunidad de Ciudad y Tierra de Segovia
La Comunidad de Ciudad y Tierra de Segovia se divide en 10 sexmos, aunque en un principio fueron seis. De los sexmos que pertenecen a la Comunidad de Ciudad y Tierra de Segovia ocho se encuadran dentro de la actual provincia de Segovia y dos en la provincia de Madrid. Estos sexmos son:
- San Lorenzo
- Santa Eulalia
- San Millán
- la Trinidad
- San Martín
- Cabezas
- el Espinar
- Posaderas
- Lozoya
- Casarrubios

Anteriormente también formaron parte los de:
- Tajuña
- Manzanares
- Valdemoro

## Historia
El sexmo surge en torno al río Manzanares al repoblar la ciudad de Segovia estas tierras vacías durante la reconquista. Cuando la también reconquistada por Segovia, villa de Madrid fue dotada de cierta autonomía, el sexmo fue objeto de litigio frecuente entre ambos Concejos. Primero Alfonso VIII reconoció las tierras como pertenecientes a Segovia, después Fernando III quiso frenar las disputas creando un territorio de uso mutuo: el Real del Manzanares, el conflicto continuó y Alfonso X, se lo reservó para sí. En 1287, Sancho IV lo devolvió a Segovia pero quedó tras su muerte usurpado por diversos magnates hasta que en 1312 Fernando IV, se lo devolvió a Segovia nuevamente.
Juan II en 1446 se lo donó a Iñigo López de Mendoza, Marqués de Santillana. A Segovia nunca volvería el territorio y Madrid solo pudo verlo en sus manos llegada la división provincial de 1833.
Puntualmente, durante la revolución comunera varios campesinos de este sexmo y los recientemente desmembrados entonces Casarrubios y Valdemoro se proclamaron en juntas vecinales segovianos pero fueron rápidamente aplastados por las tropas realistas de Carlos V.

## Localidades del sexmo de Manzanares
El sexmo de la Manzanares, parte de las Comunidades Segovianas, está encabezado por la localidad de Manzanares El Real y dividido en los siguientes pueblos:
- Alpedrete
- Becerril de la Sierra
- El Boalo
- Cerceda
- Cercedilla
- Comenar Viejo (y el hoy término de Tres Cantos)
- Colmenarejo
- Collado Mediano
- Collado Villalba
- Galapagar
- Guadalix de la Sierra
- Guadarrama
- Hoyo de Manzanares
- Manzanares El Real
- Matalpino
- Miraflores de la Sierra
- Los Molinos
- Moralzarzal
- Navacerrada
- Navalquejigo
- El Pardo
- Soto del Real
- Tabalada
- Torrelodones
- Villanueva del Pardillo